# Піа Тафдруп
Піа Тафдруп (дан. Pia Tafdrup, 29 травня 1952, Копенгаген) — данська поетеса, прозаїк, драматург, перекладач.

## Біографія
Закінчила гімназію в Гельсінгері (1971), потім Копенгагенський університет, де отримала ступінь магістра мистецтвознавства (1997). Першу книга віршів вийшла друком у 1981.

## Творчість
Авторка 14 книг віршів, двох романів, кількох драм. Багаторазово виступала з декламуванням власних поетичних творів у різних країнах світу, брала участь в міжнародних фестивалях поезії. Перекладала вірші Йоганнеса Бобровського, Улли Хан, Едіт Седергран, Стіга Ларссена, Катаріни Фростенсон, Леонарда Коена та інших поетів з англійської, німецької, шведської, норвезької мов, прозу Карен Бліксен з данської на англійську.

## Твори
- Når der går hul på en engel / Коли ангел перерве мовчання (1981)
- Intetfang / Не втримати (1982)
- Den inderste zone / Таємнича область (1983)
- Springflod / Сізігійний прилив (1985)
- Hvid feber / Біла лихоманка (1986)
- Sekundernes bro / Міст миттєвостей (1988)
- Døden i bjergene / Смерть у горах (1988, драма)
- Jorden er blå / Світ у синьому кольорі (1991, драма)
- Over vandet går jeg / Йдучи по воді. Нарис поетики (1991)
- Krystalskoven / Кришталевий ліс (1992)
- Territorialsang / Пісня цієї землі (1994)
- Dronningeporten / Царські врата (1998)
- Tusindfødt / Тисячократно народжений (1999)
- Hvalerne i Paris / Кити в Парижі (2002)
- Hengivelsen / Здача (2004, роман)
- Tarkovskijs heste / Коні Тарковського (2006)
- Springet over skyggen / Стрибок через тінь. Вибрані вірші 1981—2006 (2007)
- Det drømte træ / Дерево сновидінь (2007)
- Boomerang / Бумеранг (2008)
- Stjerne uden land / Безпритульна зірка (2008, роман)
- Trækfuglens kompas / Птахи-дороговкази (2010)

## Визнання
Член Данської академії (1989). Член Європейської академії поетів (2009). Лауреат Літературної премії Північної Ради (1999), Північної премії Шведської академії (2006) та інших численних нагород. Кавалер ордену Данеброга (2001).
Твори Тафдруп перекладені 25 іноземними мовами.